# 考普堡
考普堡是匈牙利的城鎮，位於該國西北部，由傑爾-莫松-肖普朗州負責管轄，面積53.18平方公里，2011年人口10,364，其中約九成居民信奉天主教。